# Tramwaje w Tampere
Tramwaje w Tampere − system komunikacji tramwajowej w fińskim mieście Tampere.

## Historia
Na początku XX w. Tampere w szybkim tempie się rozrastało co powodowało problemy z komunikacją. W 1907 r. ozpoczęto planowanie sieci tramwajowej, której nigdy nie wybudowano. Kolejne plany budowy systemu tramwajowego powstały w 1929 r., jednak one również nie doczekały się realizacji. 

### TamTrain
W 2001 r. powstał pomysł budowy systemu szybkiego tramwaju w Tampere o nazwie TamTrain. Projekt ukończono w 2004. Łącznie sieć miała składać się z 42,3 km tras z czego 15,3 km miało prowadzić po istniejących liniach kolejowych dodatkowo krótki fragment sieci miał znajdować się w tunelu. 

### TASE 2025
W ramach projektu TASE 2025 zaplanowano budowę sieci tramwajowej. Na początku zaplanowano zbudowanie jednej linii tramwajowej, a w kolejnych latach kolejnych linii. Całe zadanie podzielono na trzy etapy:
- I do 2015
- II od 2015 do 2030
- III po 2030

Pierwszy etap miał kosztować 460 mln €.
Decyzję o budowie sieci tramwajowej podjęto w 2016 r. i 9 sierpnia 2021 r. oddano do użytku liczącą 14 km sieć, po której kursują dwie linie (nr 1 o długości 3,8 km i 9 przystankach oraz nr 3 o długości 11,5 km i 19 przystankach). Do 2023 r. zaplanowano oddać do użytku pierwszy etap drugiej fazy rozbudowy sieci do Santalahti, a rok później drugi etap do Lentävänniemi. Do obsługi sieci zakupiono tabor dwukierunkowy ForCity Smart Artic produkcji Škoda Transtech (dł. 37,3 m, szer. 2,65 m, pojemność 360 osób), a operatorem sieci zostały Koleje Fińskie.